# Atractilina callicarpae
Atractilina callicarpae är en svampart som beskrevs av Dearn. & Barthol. 1924. Atractilina callicarpae ingår i släktet Atractilina, divisionen sporsäcksvampar och riket svampar.   Inga underarter finns listade i Catalogue of Life.